# Sauer (Mosel)
Sauer (tysk) eller Sûre (fransk) er en flod der løber i Belgien, Luxembourg og Tyskland. Den er en biflod til Mosel fra venstre med en total længde på 173 km. 
Floden har sit udspring nær Vaux-sur-Sûre i Ardennerne i den sydøstlige del af Belgien og løber østover og ind i Luxembourg nær Martelange. Vest for Esch-sur-Sûre løber den ud i en kunstig sø, Øvre Sûresjøen, som er ophav til  navnet på fransk,  og den luxembourgske kommune Lac de la Haute-Sûre. Efter at den har passeret gennem Ettelbruck og Diekirch danner den grænsen mellem Luxembourg og Tyskland de sidste 50 km før den efter Echternach munder ud i Mosel ved Wasserbillig. Floderne Wiltz, Alzette, Hvide Ernz, Sorte Ernz, Our og Prüm er bifloder.